# أولاد عزوز (إقليم النواصر)
أولاد عزوز هي قرية وجماعة قروية تقع في إقليم النواصر بجهة الدار البيضاء سطات، المغرب، وبلغ عدد سكانها 40.372 نسمة حسب الإحصاء العام للسكان والسكنى لسنة 2014.